# 대한민국 헌법 제75조
대한민국 헌법 제75조는 대한민국 헌법의 조항이다.

## 본문
대통령은 법률에서 구체적으로 범위를 정하여 위임받은 사항과 법률을 집행하기 위하여 필요한 사항에 관하여 대통령령을 발할 수 있다.

## 내용
대통령의 대통령령 발표에 관한 내용이다.

## 판례

### 포괄위임금지원칙
위임입법에 관한 헌법 제75조는 처벌법규에도 적용되는 것이지만, 법률에 의한 처벌법규의 위임은 그 요건의 범위가 보다 엄격하게 제한적으로 적용되어야 한다. 처벌법규의 위임을 하기 위하여서는, 첫째, 특히 긴급한 필요가 있거나 미리 법률로써 자세히 정할 수 없는 부득이한 사정이 있는 경우에 한정되어야 하며, 둘째, 이러한 경우에도 법률에서 범죄의 구성요건은 처벌대상행위가 어떠한 것일 것이라고 예측할 수 있을 정도로 구체적으로 정하고, 셋째, 죄형의 종류 및 그 상한의 폭을 명백히 규정하여야 하되, 위임입법의 위와 같은 예측가능성의 유무를 판단함에 있어서는 당해 특정 조항 하나만을 가지고 판단할 것이 아니고, 관련법 조항 전체를 유기적, 체계적으로 종합하여 판단하여야 한다
- 처벌법규의 구성요건에 관한 기본사항인 “보고내용”에 관하여 그 대강이 확정되지 않은 상태에서 그 규범의 실질을 모두 하위법령인 노동부령에 위임한 것은 포괄적 위임입법으로서 헌법 제75조의 포괄위임입법금지원칙에 위반된다.[2]

### 정관에 자치법적 사항을 위임한 경우
헌법 제75조, 제95조가 정하는 포괄적인 위임입법의 금지는, 그 문리해석상 정관에 위임한 경우까지 그 적용 대상으로 하고 있지 않고, 또 권력분립의 원칙을 침해할 우려가 없다는 점 등을  볼 때, 법률이 정관에 자치법적 사항을 위임한 경우에는 원칙적으로 적용되지 않는다.

##### 판례
- 구 ｢전기통신사업법｣ 제53조제2항에서 “제1항의 규정에 의한 공공의 안녕질서 또는 미풍양속을 해하는 것으로 인정되는 통신의 대상 등은 대통령령으로 정한다.”라고 규정한 것은 포괄위임입법금지원칙에 위배된다.[4]

- 헌법 제75조는 대통령에 대한 입법권한의 위임에 관한 규정이지만, 국무총리나 행정각부의 장으로 하여금 법률의 위임에 따라 총리령 또는 부령을 발할수 있도록 하고 있는 헌법 제95조의 취지에 비추어 볼 때, 입법자는 법률에서 구체적으로 범위를 정하기만 한다면 대통령령 뿐만 아니라 부령에 입법사항을 위임할 수도 있다.[5]

## 같이 보기
- 대한민국 헌법 제4장 제1절
- 죄형법정주의
- 법치주의
- 대한민국 헌법 제95조